# Elementary OS
Elementary ist ein im Jahr 2007 entstandenes freies Software-Projekt, das ursprünglich eine Sammlung von Programmen und Designs für Ubuntu zusammenstellte, welche sich stark am „Look and Feel“ von macOS orientierten. Seit März 2011 gibt es eine eigene Ubuntu-basierende Linux-Distribution unter dem Namen elementary OS.

## Elementary OS
Elementary OS ist eine auf Ubuntu basierende Linux-Distribution, die das Ziel verfolgt, einfach zu handhabende Standardprogramme zur Verfügung zu stellen, auf dass der Benutzer weniger häufig darauf angewiesen ist, das Terminal zu benutzen.
Ein einzigartiger Aspekt von elementary OS ist das Engagement zu nativen GTK+-Programmen. Im Gegensatz zu anderen Linux-Distributionen (Ubuntu, Linux Mint und andere), die plattformübergreifende Anwendungen wie Mozilla Firefox oder LibreOffice enthalten, hat das elementary-Team entschieden, dass alle Programme aus Gründen der Konsistenz, Build-Größe und der Geschwindigkeit über dasselbe Widget-Toolkit verfügen sollen. Die konsequente Einführung von weniger bekannten Programmen wie der Textverarbeitung AbiWord und der Tabellenkalkulation Gnumeric führte zu Konflikten zwischen einigen Entwicklern.
Die erste stabile Version, Codename „Jupiter“, wurde am 31. März 2011 veröffentlicht. Sie enthält nur vier Programme des elementary-Projekts, die zur Zeit der Veröffentlichung stabil waren: Postler, Dexter, Nautilus-elementary und Lingo. Zudem enthält es zwei Programme, die vom elementary-Projekt beeinflusst sind: Midori und Docky. Alle unwichtigen Daemons und Dienste wurden entfernt, weswegen es schneller als Ubuntu arbeitet, auf dem es basiert.

## Elementary-Projekt
Das elementary-Projekt besteht aus einer Anzahl von Unterprojekten. Manche von ihnen sind „Was-wäre-wenn-Experimente“, während andere ausgereift und weit verbreitet sind. Dessen Entwickler bevorzugen überwiegend die Programmiersprache Vala und das GUI-Toolkit GTK+ 3. Heutzutage werden alle Softwareprojekte des Projektes (einschließlich der Skripte, die für das Zusammenstellen von elementary OS verwendet werden) auf Canonicals Dienst Launchpad gehostet.

### Aktive Projekte
- Die Desktop-Umgebung Pantheon, die sich unter anderem aus Pantheon Wallpaper, Pantheon Terminal, Plank, Wingpanel und Switchboard zusammensetzt und auf dem Gnome-Desktop gebaut wurde.
- Das elementary-Symbol-Theme, erstellt am 21. September 2007
- eGTK, ein GTK+-Theme und ein Fenstermanager-Theme, erstellt am 11. April 2008[Projekt 1]
- (Pantheon) Files, ein Dateimanager, der als Abspaltung von Marlin am 7. Mai 2012 entstand.[Projekt 2]
- Lingo (davor Purple), ein Wörterbuch-Programm, erstellt am 24. Januar 2011[Projekt 3]
- Dexter, eine Adressbuch-Anwendung[Projekt 4]
- Maya, ein einfaches Kalenderprogramm, das mit Google Kalender und anderen CalDAV-Kalendern synchronisieren kann[Projekt 5]
- elementary Code (ehemals Scratch), ein Texteditor mit eingebautem Terminal, farblicher Hervorhebung für zahlreiche Programmiersprachen und Unterstützung für Plugins[Projekt 6]
- Noise, ein einfaches Musikverwaltungs- und Wiedergabeprogramm[Projekt 7][Projekt 8]
- Slingshot, ein Programm-Starter[Projekt 9]
- Wingpanel, ein Ersatz für das traditionelle Gnome-Panel, entwickelt als ein leichtgewichtiger Container für System- bzw. Programm-Indikatoren und Benachrichtigungs-Symbole[Projekt 10]
- (Pantheon) Terminal, ein Ersatz für das Gnome Terminal[Projekt 11]
- Switchboard, ein modulares Systemverwaltungspanel, welches von Drittanbieter-Entwicklern erweitert werden kann[Projekt 12]
- Contractor, eine Schnittstelle, die die Kommunikation und das Ausführen von Diensten zwischen Anwendungen erlaubt[Projekt 13]
- Cerbere, ein Watchdog für Anwendungen wie Plank und Wingpanel, die Grundlagen in Pantheon zur Verfügung stellen[Projekt 14]
- Eidete, eine leichtgewichtige Desktop-Aufnahmesoftware[Projekt 15]
- Dropoff, eine Anwendung zum einfachen Teilen von Dateien[Projekt 16]
- (Pantheon) Notify, ein einfacher Benachrichtigungsdienst für Meldungen von Programmen[Projekt 17]
- Gala, ein einfacher Fenstermanager, der auf die Bibliothek von Mutter aufsetzt und sie mit Clutter-Grafikeffekten kombiniert[Projekt 18]
- AppCenter, ein Software Management System, dass seit 2019 auf Flatpak basiert[3]

### Beendete Projekte
- Sezen, ein Proof-of-Concept-Dateimanager und Gnome-Panel-Applet, das eine Integration mit Zeitgeist anbietet, erstellt am 7. April 2010
- Dash, ein weiterer Dateimanager, erstellt am 30. März 2010
- eGDM, ein GDM-Screen, erstellt am 31. März 2009. Funktioniert momentan nicht wegen des neuen Thema-Systems in GDM.
- Nautilus-elementary, eine Version von Nautilus mit einer überarbeiteten Oberfläche, erstellt am 5. März 2010. Es verfügt über eine stabile Version und ist Bestandteil von elementary OS 0.1. Wurde später zu Gunsten von Marlin ersetzt[Projekt 19] und wird nicht mehr weiterentwickelt.[Projekt 20]
- Rhythm-e und Rhythmarty, ein Patch und eine Erweiterung für den Audioplayer Rhythmbox;[Projekt 21] wurde später zu Gunsten von Noise (früher als BeatBox bekannt) ersetzt.
- Postler, ein E-Mail-Programm, erstellt am 6. Juli 2010.[Projekt 22] Die Weiterentwicklung wurde zu Gunsten von Geary[Projekt 23] wegen Mehraufwands in dem noch kleinen Team eingestellt.

### Vom elementary-Team abgespaltene Projekte
2012 haben sich einige Software-Projekte vom elementary-Team wegen Meinungsverschiedenheiten zwischen den Hauptautoren der Software und dem elementary-Team abgespalten. Die Hauptautoren der Software, die sich mit ihrer Software vom Team abspalten wollen, nennen meistens einen Zwang seitens der elementary-Programmrichtlinien als Grund. Diese Richtlinien, Human Interface Guidelines (HIG) genannt, schreiben unter anderem vor, wie sich ein Programm zu verhalten hat, und beschreiben ausführlich die Oberfläche eines idealen elementary-Programmes.
Das erste Projekt war dabei BeatBox, aus dem der Fork Noise wurde. Später wurde aus der Software Marlin vom Autor ammonkey, von dem auch Nautilus elementary stammt, dann der Fork (Pantheon) Files.

### Verschobene Projekte
- AppCenter, ein Ersatz für das Ubuntu Software Center[Projekt 27]
- DevKit, ein einfaches und intuitives GUI-Toolkit für Entwickler, welches vom Prinzip „desktop as your IDE“ Gebrauch macht, mit starker Launchpad-Integration und Fokus auf die Automatisierung sich wiederholender Aufgaben im Zusammenhang auf die Entwicklung[Projekt 28]

### Beeinflusste Projekte
Verschiedene andere Projekte wurden stark von elementary beeinflusst oder in Zusammenarbeit mit dem elementary-Team entwickelt:
- Das Docky-Team arbeitet eng mit dem elementary-Team zusammen, um das Dock Plank zu entwickeln.
- Die letzten Versionen vom Midori sind stark von elementary-Designern beeinflusst worden.
- Strip, ein Comic-Betrachtungsprogramm, wird in Zusammenarbeit mit dem elementary-Team entwickelt.[Projekt 29]
- Das minimalistische Musikwiedergabe-Programm Pogo wurde vom elementary-Projekt beeinflusst.[Projekt 30]
- Der Videoplayer Audience wurde vom elementary-Projekt stark beeinflusst. Möglicherweise wird es Teil des elementary-Projekts.[Projekt 31]
- Die Benutzeroberfläche des E-Mail-Programms Geary wurde vom elementary-Projekt stark beeinflusst, weshalb es auch in elementary Freya als Standard-E-Mail-Programm Verwendung fand.[Projekt 32]

## Das Projekt in der Öffentlichkeit
Das elementary-Symbol-Theme ist unter Gnome-Benutzern sehr beliebt. Es ist das am zweithäufigsten heruntergeladene auf OpenDesktop.org, der größten Sammlung von Icon-Themes für Gnome. Das am häufigsten heruntergeladene Symbol-Theme GNOME-colors wurde vom elementary-Symbol-Theme inspiriert.
Das elementary-Symbol-Theme hat großen Einfluss auf das Design freier Software: Das Standard-Symbol-Theme von Ubuntu ab Version 9.10, Humanity, ist ein Derivat von elementary; es gibt verschiedene vorgeschlagene Symbol-Themes für LibreOffice, die auf elementary basieren oder davon beeinflusst worden sind. Viele andere Benutzeroberflächen-Themes übernahmen Teile des Elementary-Projekts oder wurden davon inspiriert.
Das elementary-Projekt wird oft als sich rasch entwickelnde Desktop-Umgebung bezeichnet und auf eine Stufe mit etablierten Projekten wie Gnome und KDE gestellt.

## Versionen

Screenshots
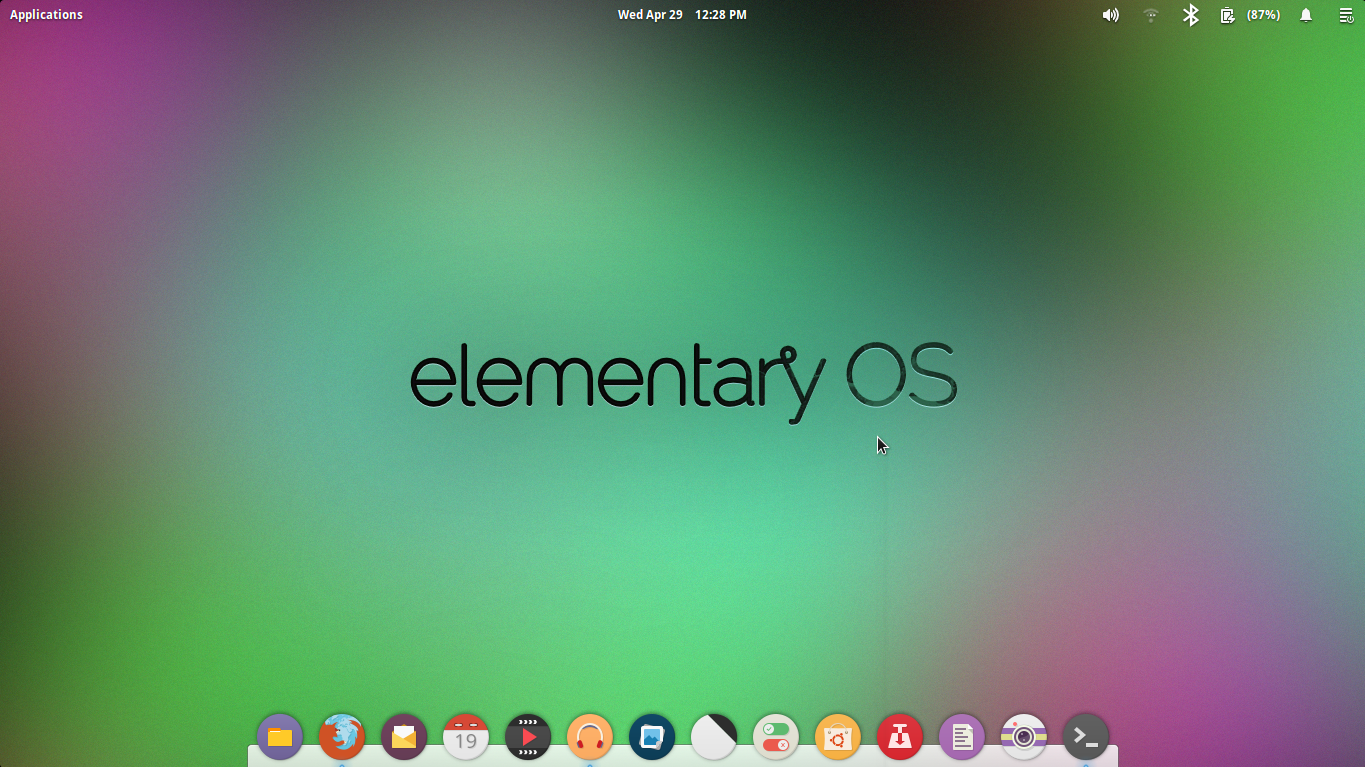
Freya
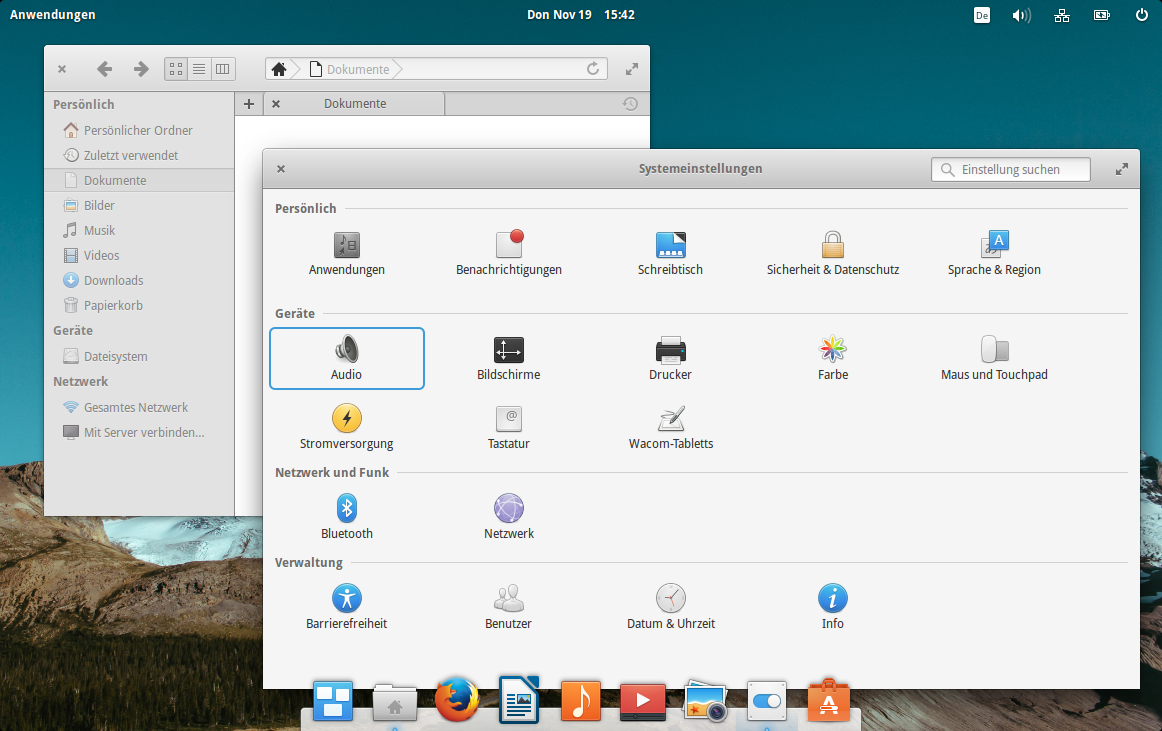
Freya
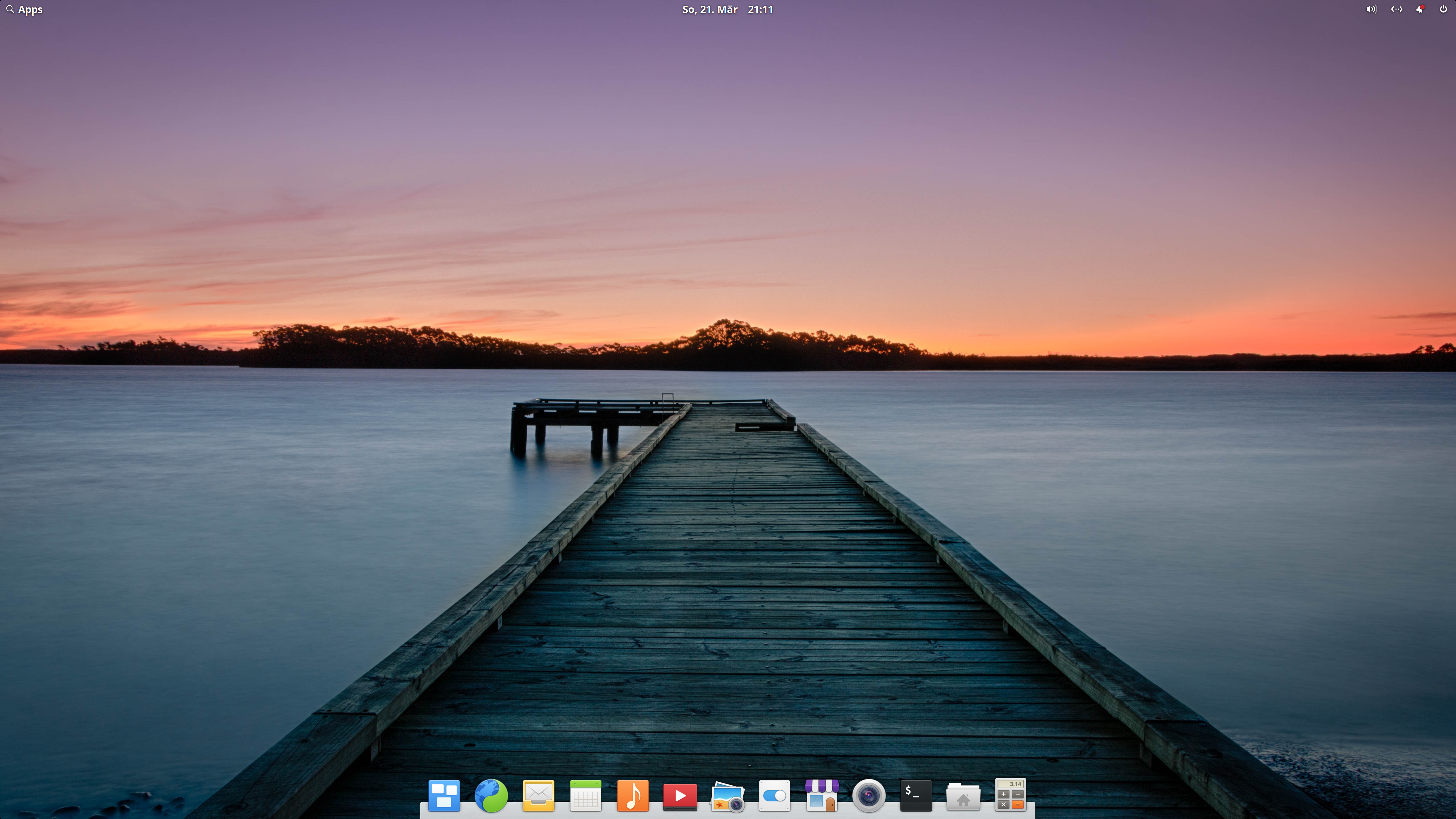
Hera

| Version | Codename | Basis                       | Veröffentlichung  | Supportende | Anmerkung                                        |
| --- | -------- | --------------------------- | ----------------- | ----------- | ------------------------------------------------ |
| 0.1 | Jupiter  | Ubuntu 10.10                | 31. März 2011     | August 2013 |                                                  |
| 0.2 | Luna     | Ubuntu 12.04 LTS (precise)  | 10. August 2013   | April 2015  |                                                  |
| 0.3 | Freya    | Ubuntu 14.04 LTS (trusty)   | 11. April 2015    |             |                                                  |
| 0.3.1 | Freya    | Ubuntu 14.04 LTS (trusty)   | 3. September 2015 |             |                                                  |
| 0.3.2 | Freya    | Ubuntu 14.04 LTS (trusty)   | 9. Dezember 2015  |             |                                                  |
| 0.4 | Loki     | Ubuntu 16.04 LTS (xenial)   | 9. September 2016 |             |                                                  |
| 0.4.1 | Loki     | Ubuntu 16.04.2 LTS (xenial) | 17. Mai 2017      |             |                                                  |
| 5.0 | Juno     | Ubuntu 18.04 LTS (bionic)   | 16. Oktober 2018  | 2023        |                                                  |
| 5.1 | Hera     | Ubuntu 18.04 LTS (bionic)   | 3. Dezember 2019  | 2023        |                                                  |
| 5.1.2 | Hera     | Ubuntu 18.04 LTS (bionic)   | 5. Februar 2020   | 2023        |                                                  |
| 5.1.3 | Hera     | Ubuntu 18.04 LTS (bionic)   | 5. April 2020     | 2023        |                                                  |
| 5.1.4 | Hera     | Ubuntu 18.04 LTS (bionic)   | 1. Mai 2020       | 2023        |                                                  |
| 5.1.6 | Hera     | Ubuntu 18.04 LTS (bionic)   | 1. Juli 2020      | 2023        |                                                  |
| 5.1.7 | Hera     | Ubuntu 18.04 LTS (bionic)   | 14. August 2020   | 2023        |                                                  |
| 6.0 | Odin     | Ubuntu 20.04 LTS (focal)    | 10. August 2021   | 2025        |                                                  |
| 6.1 | Jólnir   | Ubuntu 20.04 LTS (focal)    | 20. Dezember 2021 | 2025        | Die Anwendung AppCenter ist nun Flatpak-gestützt |
| 7.0 | Horus    | Ubuntu 22.04 LTS (jammy)    | 31. Januar 2023   | 2027        |                                                  |
| 7.1 | Horus    | Ubuntu 22.04 LTS (jammy)    | 3. Oktober 2023   |             |                                                  |
| 8.0 | Circe    | Ubuntu 24.04 LTS (noble)    | 26. November 2024 |             |                                                  |
| Legende:Ältere Version; nicht mehr unterstütztÄltere Version; noch unterstütztAktuelle VersionZukünftige Version |          |                             |                   |             |                                                  |

- Screenshots
- Freya
- Freya
- Hera

## Kritik
Bei elementary OS Loki blockiert das Betriebssystem standardmäßig die eigenständige Installation von fremden Paketen via grafischer Oberfläche oder Terminal. Diese Blockade schränke die Freiheit und die Auswahl an Programmen der Nutzer ein. Andererseits soll dabei die Sicherheit des Systems verbessert werden. Installationen via Terminal mit den entsprechenden Kommandozeilenwerkzeugen sind aber möglich.
In nachfolgenden Versionen wurde hier nachgebessert. Unter elementary OS Hera lassen sich auch grafisch über das AppCenter fremde, nicht von elementary gepflegte Pakete installieren. Allerdings erfolgt ein kurzer Warnhinweis zur fehlenden Design-Einbindung.

### Projekte
1. ↑  elementary theme 2.5 veröffentlicht
2. ↑  Meet 'Files,' the Latest elementary App (Memento vom 15. Juli 2012 im Internet Archive)
3. ↑  Purple: a new Dictionary app from the elementary project
4. ↑  Meet Dexter – elementary’s new address book app
5. ↑  Maya in Launchpad
6. ↑  Scratch in Launchpad
7. ↑  iloveubuntu.net: Elementary official audio player, Noise, released (PPA available) (Memento vom 13. Mai 2012 im Internet Archive)
8. ↑   Implementation
9. ↑  elementary's Slingshot and Plank apps -just what are they and why
10. ↑  Wingpanel updates: now less wing, more panel
11. ↑  Pantheon-Terminal in Launchpad
12. ↑  Switchboard in Launchpad
13. ↑  Contractor brings seamless file sharing between apps to the Linux desktop
14. ↑  Cerbere in Launchpad
15. ↑  Eidete in Launchpad
16. ↑  Dropoff in Launchpad
17. ↑  Ein Artikel über Pantheon Notify bei webupd8.org
18. ↑  worldofgnome.org: Elementary Joins the Mutter Club -4 Good- with Gala! (Memento vom 20. September 2012 im Internet Archive) (englisch)
19. ↑  Nautilus-elementary is dead, long live ‘Marlin’
20. ↑  Phew! Nautilus-elementary revived in time for Ubuntu Natty
21. ↑  Rhythm-e by ~ammonkey on deviantART
22. ↑  Postler: elementary’s new mail client
23. ↑  Design Philosophy (Memento vom 2. Juli 2012 im Internet Archive)
24. ↑  docs.elementary.io: Human Interface Guidelines (englisch)
25. ↑  More info on Noise? Mehr Info über Noise bei elementary Answers
26. ↑  Is Pantheon Files a fork of Marlin? Ist Files ein Fork von Marlin?, bei elementary Answers
27. ↑  AppCenter in Launchpad
28. ↑  DevKit in Launchpad
29. ↑  Strip in Launchpad
30. ↑  Pogo in Launchpad
31. ↑  Audience in Launchpad
32. ↑  Geary Review bei makeuseof.com

### Veröffentlichungen
1. ↑  Cassidy James Blaede: Introducing elementary OS 5.1 Hera. 3. Dezember 2019, abgerufen am 20. Januar 2020 (englisch).
2. ↑  Keli Grubb: New Hera ISO Available for Download. 5. Februar 2020, abgerufen am 5. Februar 2020 (englisch).
3. ↑  Cassidy James Blaede: Hera Updates for March, 2020. 5. April 2020, abgerufen am 15. Mai 2020 (englisch).
4. ↑  Cassidy James Blaede: Hera Updates for April, 2020. 1. Mai 2020, abgerufen am 15. Mai 2020 (englisch).
5. ↑  Cassidy James Blaede: Hera Updates for June, 2020. 1. Juli 2020, abgerufen am 22. August 2020 (englisch).
6. ↑  Cassidy James Blaede: Let's Talk elementary OS 6. 7. August 2020, abgerufen am 21. November 2020 (englisch).
7. ↑  Cassidy James Blaede: elementary OS 6 Odin Available Now. Abgerufen am 21. August 2021 (englisch).
8. ↑  Danielle Foré: elementary OS 6.1 Available Now. Abgerufen am 23. März 2022 (englisch).
9. ↑  Danielle Foré: elementary OS 7 Available Now. 31. Januar 2023, abgerufen am 31. Januar 2023 (englisch).
10. ↑  Danielle Foré: elementary OS 7.1 Available Now. 3. Oktober 2023, abgerufen am 4. Oktober 2023 (englisch).
11. ↑  Danielle Foré: elementary OS 8 Available Now. 26. November 2024, abgerufen am 11. Dezember 2024 (englisch).